# Aspasia (nome)
Aspasia  è un nome proprio di persona italiano femminile.

## Varianti
- Maschili: Aspasio

### Varianti in altre lingue
- Francese
  - Maschili: Aspais[1]
- Greco antico: Ασπασια (Aspasia)[2]
- Lettone: Aspazija
- Polacco: Aspazja
- Ungherese: Aszpázia

## Origine e diffusione

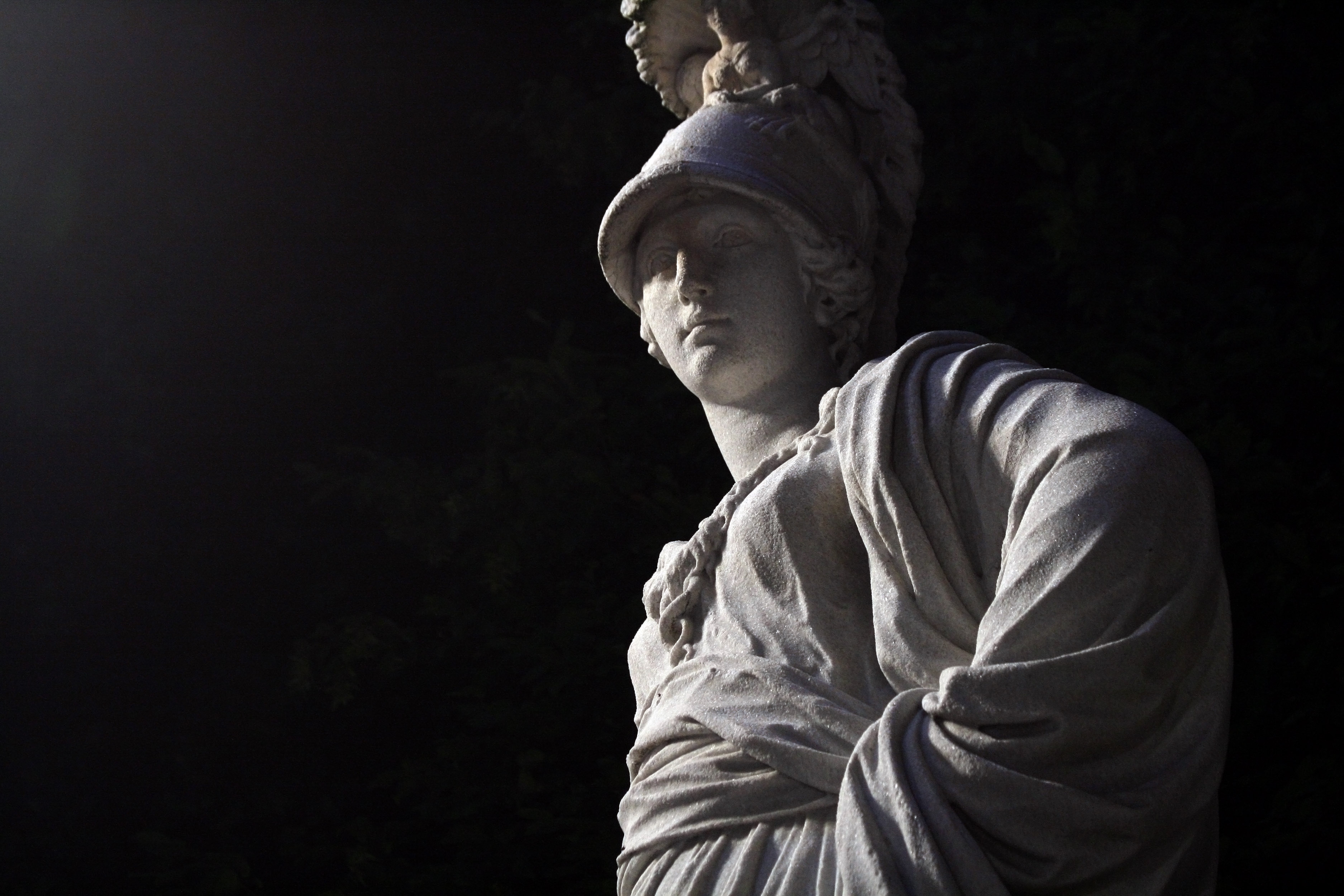
Statua di Aspasia di Mileto nel parco del Castello di Schönbrunn

È una ripresa letteraria del nome di Aspasia di Mileto, compagna di Pericle. Si basa sul termine greco ασπασιος (aspasios), "benvenuto", da aspazesthai, "accogliere".
Ha quindi significato analogo a quello del nome Benvenuto.

## Onomastico
L'onomastico si può festeggiare l'11 gennaio in memoria di sant'Aspasio, vescovo in Gallia.

## Persone
- Aspasia di Mileto, donna ionia, colta e prestigiosa maestra di retorica in Atene, moglie di Pericle
- Aspasia Manos, principessa greca

### Variante maschile Aspasio
- Aspasio, filosofo greco antico

## Il nome nelle arti
- Aspasia è un personaggio dell'opera di Wolfgang Amadeus Mozart Mitridate, re di Ponto, promessa sposa di Mitridate VI del Ponto.
- Aspasia è un personaggio dell'opera di Antonio Salieri Axur, Re d'Ormus.
- La Baronessa Aspasia è un personaggio dell'opera lirica di Gioachino Rossini La pietra del paragone.
- Aspasia è il nome usato dal Leopardi come pseudonimo della fiorentina Fanny Targioni Tozzetti nel gruppo di Canti denominato appunto Ciclo di Aspasia, nonché nella poesia Aspasia.